# Max Hermieu
Max Hermieu, né le 17 août 1911 à Paris 1er et mort le 28 août 2008 à Croissy-sur-Seine, ancien élève de l'École centrale de Paris, est le fondateur du Sicob, le salon de la bureautique et de l'informatique de 1950 à 1982.

## Biographie
Max Hermieu est le fils de Raoul Hermieu, entrepreneur. Après des études au collège Stanislas de Paris, il sort diplômé de l'École centrale de Paris (promotion 1936). Il gère l'imprimerie familiale, et dirige ou préside plusieurs entreprises dont Technicomer.
Il est le cofondateur en 1950 du Salon international de l’informatique, télématique, de la communication, de la bureautique et de l’organisation du bureau (Sicob) et vice-président de la Fédération de l’industrie et du commerce de l’informatique, de la télématique, de la communication, de la bureautique et de l’organisation du bureau (Ficob). Le Sicob est né d'une conversation entre deux camarades de l'École polytechnique en 1949, Georges Vieillard et Raoul Hermieu.

## Décorations
- Commandeur de la Légion d'honneur
- Commandeur de l'ordre national du Mérite
- Officier de l'ordre des Palmes académiques
- Croix de guerre 1939-1945